# کای ژنهوا
کای ژنهوا (انگلیسی: Cai Zhenhua؛ زادهٔ ۳ سپتامبر ۱۹۶۱) یک بازیکن تنیس روی میز اهل جمهوری خلق چین است. 
وی در مسابقات کشوری و بین‌المللی در مجموع برنده ۷ مدال طلا، ۴ مدال نقره، ۴ مدال برنز شده‌است.